# Attaché d'administrations parisiennes
Pour les articles homonymes, voir Attaché d'administration.
Les attachés d'administrations parisiennes forment un corps spécifique de la fonction publique territoriale,. Agents de catégorie A de la filière administrative, ils évoluent au sein de l'administration de la Ville de Paris. Ils exercent, sous l'autorité des administrateurs, à la mise en œuvre sur le plan administratif des directives de l'exécutif municipal parisien. Ils exercent des fonctions de conception et peuvent être chargés de fonctions d'encadrement, dans les Directions, au Secrétariat général et dans les établissements publics de la Ville. A la différence des attachés territoriaux, avec lesquels ils partagent pourtant de nombreux points de communs notamment par rapport aux fonctions
exercées, ils ne constituent pas un cadre d'emplois et voient leur carrière circonscrite à l'administration parisienne.
Ils sont le plus souvent recrutés par la voie du concours, externe ou interne.
En 2018, le corps compte environ 1300 agents, dont environ 1000 en poste à la Ville, le reste étant   en détachement ou en mobilité, notamment dans les autres collectivités territoriales,.